# Lista telefônica

Símbolo internacional das listas telefônicas oficiais.

Lista telefônica(pt-BR) ou lista telefónica(pt) é uma publicação destinada à divulgação de informações sobre assinantes do serviço de telefonia.
Instrumento integrante da exploração do serviço telefônico, sua edição e comercialização foI por muito tempo de exclusiva responsabilidade da operadora do serviço de telecomunicações. Em 2010, nos EUA começou o fim da lista telefônica quando os reguladores de Nova York aprovaram o pedido da Verizon para interromper a impressão em massa de listas telefônicas residenciais, e também devido às opções online que estavam começando a se tornarem mais comuns.
Basicamente uma lista telefônica é composta de três seções principais:
- Lista de assinantes (por ordem de nomes)
- Lista classificada (por produtos e atividades)
- Lista de endereços (por logradouros)

## Origem
Inventado o telefone em 1876 e disseminado o seu uso, logo se fez sentir a necessidade por parte de quem o possuía da relação de quem também o possuísse.

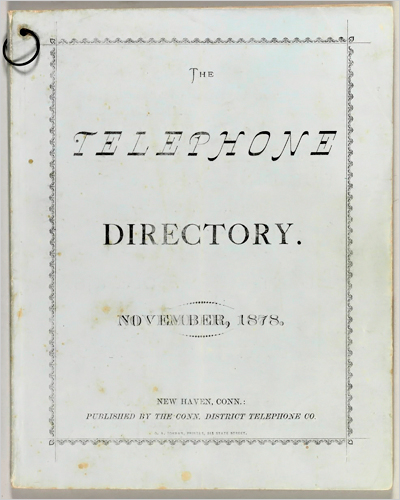
Primeira lista telefônica do mundo.

Surgiu então a primeira lista telefônica do mundo, publicada em 21 de fevereiro de 1878 pela Connecticut District Telephone Company em New Haven, estado de Connecticut, nos Estados Unidos. Ela possuía apenas 50 nomes de empresas, escritórios e demais assinantes que tinham um telefone. Esta lista não continha o número do telefone, mas somente a relação de assinantes.
Foi em 1880 em Massachusetts que passou-se a identificar os assinantes pelos números de telefone. Em 1883, em Shian De Laomi, no oeste americano, foi editada a primeira lista em páginas amarelas, sendo que em 1886 foi editada pela R.H. Donnelley Company em Chicago a primeira lista classificada, contendo a relação de assinantes ordenados por atividade.
E finalmente no ano de 1906 a Michigan State Telephone Company publicou um catálogo telefônico contendo a lista de assinantes impressa em papel branco e uma lista classificada, com publicidade dos assinantes, impressa em papel amarelo, formato esse consagrado com o tempo.
Em 1938 a AT&T encomendou a criação de um novo tipo de fonte, conhecido como Bell Gothic, com o objetivo de ser legível em tamanhos de fonte muito pequenos quando impresso em papel de jornal onde pequenas imperfeições eram comuns.

## As listas no Brasil

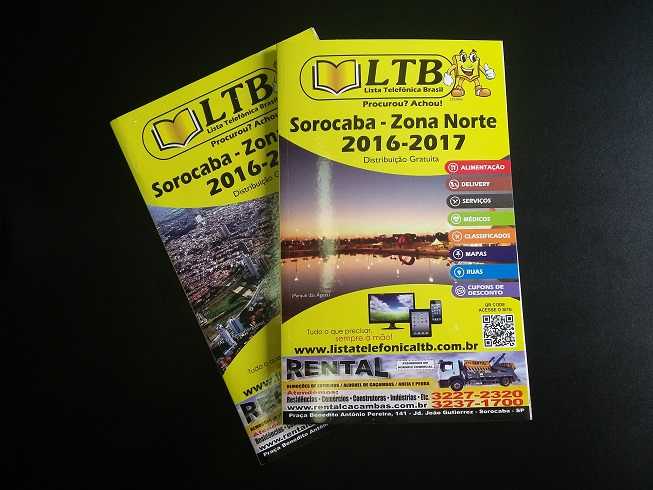
Exemplares de lista telefônica.

### Início
A história das listas telefônicas no Brasil faz parte, naturalmente, da história da telefonia no país. Em janeiro de 1881 foi instalada à Rua da Quitanda, no Rio de Janeiro, a Brazilian Telephone Company (Companhia Telefônica do Brasil), a primeira empresa de serviços telefônicos do país. Nesta mesma ocasião, a companhia publicou aquela que seria a primeira lista telefônica do Brasil, numa das páginas do Jornal do Commercio da edição do dia 21 de agosto de 1881, cujo original está na Biblioteca Nacional e que o Museu das Telecomunicações tem microfilmada.
Para procurar números de telefones, a população recorria aos anúncios publicados pelas empresas telefônicas em jornais. A inclusão das informações dos novos assinantes saía nos jornais a cada início de mês, informando números e endereços. Foi dessa forma que a Companhia de Telégrafos Urbanos (Ferdinand Rodde & Co.) publicou na edição do dia 8 de janeiro de 1884 no jornal A Província de S. Paulo, hoje O Estado de S. Paulo, a primeira lista telefônica da cidade de São Paulo, com 22 assinantes.
Com o aumento do número de assinantes, as listas deixaram de ser publicadas nos jornais e passaram a ser impressas pelas próprias empresas telefônicas. Passaram a existir catálogos e outras publicações que continham os números dos telefones, como os almanaques. A primeira em formato de catálogo foi editada em 1882 pela Brazilian Telephone Company com o título de "Guia do Viajante no Rio de Janeiro", com a relação dos então 414 assinantes.
Já a Companhia Telefônica Brasileira publicou sua primeira lista telefônica em 1918, quando ainda constituía a Rio de Janeiro and São Paulo Telephone Company. As listas telefônicas continuaram a ser editadas pelas próprias concessionárias de serviços telefônicos até 1946, principalmente pela CTB, a maior empresa do Brasil na época.

### Primeiras editoras
A partir de 1947 as listas telefônicas passaram a ser publicadas mediante contratação de terceiros. As listas tornaram-se mais sofisticadas e indispensáveis para os proprietários de linhas telefônicas. Até os móveis da época, como as mesinhas de telefone, tinham um compartimento para mantê-las sempre à mão. As listas já tinham algumas páginas coloridas, fotografias e muitos anúncios.
Em vista disso com uma participação acionária de 25% da CTB foi fundada no ano de 1946 a LTB-Listas Telefônicas Brasileiras pelo empresário G. J. Huber, antigo diretor do departamento de listas da CTB, que começou suas atividades como editora dos guias telefônicos do Rio de Janeiro. Nessa época Huber, em troca dos direitos exclusivos de vender anúncios, publicava gratuitamente a lista de assinantes e as Páginas Amarelas.
Em 1954 a CTB vendeu as suas ações, permitindo assim que a LTB, livre desse vínculo, publicasse listas 
telefônicas para outras concessionárias. A partir de 1957, sob o comando de Gilberto Huber (filho do fundador), a empresa se expandiu notavelmente, produzindo guias para todo o país, além de editar publicações especializadas.
Nesse período outras editoras entraram no mercado, entre elas a LTP-Listas Telefônicas Paulista e a LTN-Lista Telefônica Nacional.

### Regulamentação do setor
O cenário das telecomunicações foi transformado no país após o Código Brasileiro de Telecomunicações de 1962. A partir de então foram instituídas várias leis visando regulamentar a publicação de listas.
O Decreto 57.611/66, artigo 23, atribuiu novamente às concessionárias e permissionárias dos serviços de telefonia pública a responsabilidade para a organização, a publicação e a distribuição de listas telefônicas.
Esse artigo seria ampliado com o Decreto 68.417/71, acrescentando as regras do jogo econômico do setor, permitindo as concessionárias contratarem editoras especializadas para publicá-las, e com o Decreto 73.380/73 definindo que as listas telefônicas deveriam conter lista de assinantes, lista classificada e facultativamente lista de endereços e outras de interesse geral, além de coibir a edição paralela de outras publicações com o mesmo fim.

#### O caso LTB
Tendo como pano de fundo essas transformações, a LTB entrou em litígio com as concessionárias com a intenção de comercializar apenas listas classificadas (o negócio mais lucrativo), enquanto o ônus das listas de assinantes e de endereços ficaria com as concessionárias, e por consequência transferido aos assinantes.
Aprofundou ainda mais esse litígio ao questionar a taxa de repartição das receitas de publicidade com as concessionárias. Nessa época a LTB-Listas Telefônicas Brasileiras já tinha mudado sua razão social para Editora de Guias LTB.
Só que o fato da LTB estar com graves problemas financeiros gerou uma visível queda na qualidade de suas publicações, e com isso começou a ter muita dificuldade para competir com outras editoras que operavam no mercado de listas telefônicas, que passaram a ganhar concorrências em áreas que pertenciam a LTB.
Mas por outro lado a LTB tinha o privilégio de nunca precisar na prática concorrer para a edição de listas telefônicas no eixo Rio-São Paulo, principal mercado do país, pois vencia as licitações como se fosse a única empresa do mercado.
Com relação às dificuldades financeiras a editora alegava que elas eram resultado da defasagem entre os valores dos contratos com a Telerj e a Telesp (sucessoras da CTB) e a inflação elevada da época. A realidade era que a LTB tinha muita vantagem e lucro no setor de listas, e o Grupo Gilberto Huber resolveu diversificar suas atividades e investir em outros setores para os quais não estava preparado, sendo que esses empreendimentos causaram-lhe enormes prejuízos.
Isso levou Gilberto Huber pedir ajuda aos Ministérios da Fazenda e das Comunicações para estudar uma forma de permitir ao Banco do Brasil assumir o controle da LTB, mas não obteve sucesso. Dessa forma a empresa chegou a ser considerada virtualmente insolvente em 1977. Mesmo assim autoridades financeiras solicitaram a prorrogação dos contratos que a LTB ainda possuía, pois ela obteve ajuda do governo através de empréstimos como solução para os problemas financeiros.
Em 1979 haveria o ressurgimento de dificuldades de relacionamento entre a LTB e a Telebras, sendo a editora criticada severamente pelas concorrentes pelos privilégios que ainda possuía. Sua participação no mercado já havia caído de 90% para 50%, ficando restrita a São Paulo, Rio de Janeiro e Espírito Santo.

#### Nova regulamentação

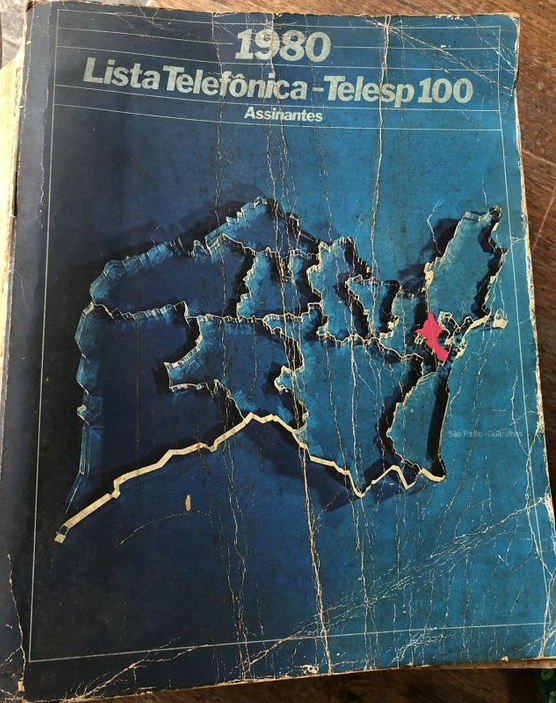
Lista Telefônica Telesp 100, publicada pela LTB.

Para evitar problemas publicou-se a Portaria 633/79, que entre outros itens obrigava as concessionárias a contratar com terceiros a produção e distribuição de listas, mas esses deveriam ser especializados na área e serem cadastrados na Telebras.
Mudanças ocorreram a partir da Lei 6.874/80, onde as empresas exploradoras de serviços públicos de telecomunicações passaram a ser obrigadas a publicar periodicamente listas telefônicas, algo que até então não era uma obrigação, em condições a serem definidas por regulamento.
A referida lei geraria forte controvérsia, e só viria a ser regulamentada três anos depois, pelo Decreto 88.221/83, onde seria definida a diferença técnica entre lista telefônica e outras publicações, devido aos questionamentos judiciais frequentes. O decreto também definiu que as listas telefônicas deveriam conter somente lista de assinantes e classificada, sendo que as listas de endereços deveriam ser publicadas a cada dois anos, separadamente, e só para as principais cidades.
Mas a principal mudança foi o fim dos privilégios de edição, onde as concessionárias passaram a ser obrigadas a contratar editoras somente por licitação, e qualquer editora habilitada poderia participar das licitações e exercer a atividade de edição de listas telefônicas. Com isso houve uma ebulição no mercado de listas, com novas empresas entrando nele, entre elas a Listel e a OESP Gráfica, ambas fundadas em 1983.

#### O caso Páginas Amarelas
Enquanto isso o relacionamento da LTB com a Telerj e a Telesp deteriorava-se sobremaneira. A disputa culminaria com a LTB cancelando de forma unilateral em 1983 seus contratos com as concessionárias por considerá-los lesivos à empresa, embora ainda tendo privilégios que as outras não tinham.
Ao mesmo tempo a Ebid Editora Páginas Amarelas, outra empresa do Grupo Gilberto Huber, começou a publicar guias classificados sob a marca Páginas Amarelas, distribuindo-os paralelamente às listas telefônicas oficiais ou suprindo a falta destas nas principais cidades, surgindo uma longa disputa judicial com as concessionárias que permaneceu até o início da década de 90.

#### Licitações
Com base na Portaria 189/83, que regulamentava a edição de listas telefônicas, procederam-se licitações em todo o país em 1984. As primeiras ocorreram em São Paulo e no Rio de Janeiro, áreas mais afetadas com a saída da LTB, só que elas transcorreram com vários recursos judiciais, e as populações locais sofreram a falta de listas até a situação ser normalizada.
Após todas as licitações serem realizadas, com as respectivas ações judiciais solucionadas, as editoras oficiais do sistema Telebras passaram a ser: Listel (Grupo Abril), OESP Gráfica (Grupo Estado), Guiatel, ABC-Sabe (Grupo Algar), ECTB, LTN, LTP (incorporada pela Listel) e TeleListas.
Já a LTB, que perdeu todos os recursos judiciais, saiu desse mercado para nunca mais voltar.

#### Liberalização
A Lei 6.874/80 teve novo regulamento pelo Decreto 97.684/89 (e as Portarias 62/89 e 154/89), pelo Decreto 99.679/90 (e as Portarias 887/90 e 29/91), e pelo Decreto 1.051/94.
Essas mudanças fizeram parte da liberalização do setor de telecomunicações, que poderia acabar com a exclusividade de poucas empresas publicarem listas. Mas como a legislação ainda permitia que os contratos com as editoras fossem renovados, não houve nenhuma mudança no quadro de editoras oficiais do sistema Telebras até o processo de privatização em 1998.
A Lei 9.472/97 - Lei Geral de Telecomunicações - contém dispositivos que tratam sobre a edição de listas telefônicas, e a Resolução 66/98 da Anatel aprovou o novo regulamento sobre divulgação, edição e distribuição de listas telefônicas, liberando a publicação delas por qualquer agente privado.
Com isso passaram a atuar no setor inúmeras editoras: EBID, Edesp, LC Arte, TPI, Teleprint, Minas Comunicação, BrasilListas, Guia Fácil, Guia Mais, ConsultList, Lista Telefônica Brasil, Lista Fácil entre outras, além das tradicionais Editel, Guiatel, Listel, OESP Mídia Direta, TeleListas, EPIL e SABE, mas a popularização da internet provocou um declínio acentuado do setor de guias impressos.

### Associação Brasileira de Listas Telefônicas
No Brasil era função da ABL (Associação Brasileira de Listas Telefônicas) representar a categoria econômica das editoras de listas telefônicas em todo território nacional e defender os seus interesses.
Segundo as normas da ABL, para ser considerada editora de listas telefônicas a pessoa jurídica deveria executar, por si ou por terceiros, a produção, editoração, comercialização de inserções e anúncios para publicação nas listas telefônicas e ou guias informativos e distribuição dos exemplares.

## Listas impressas

### Sistema Telebras

#### Características

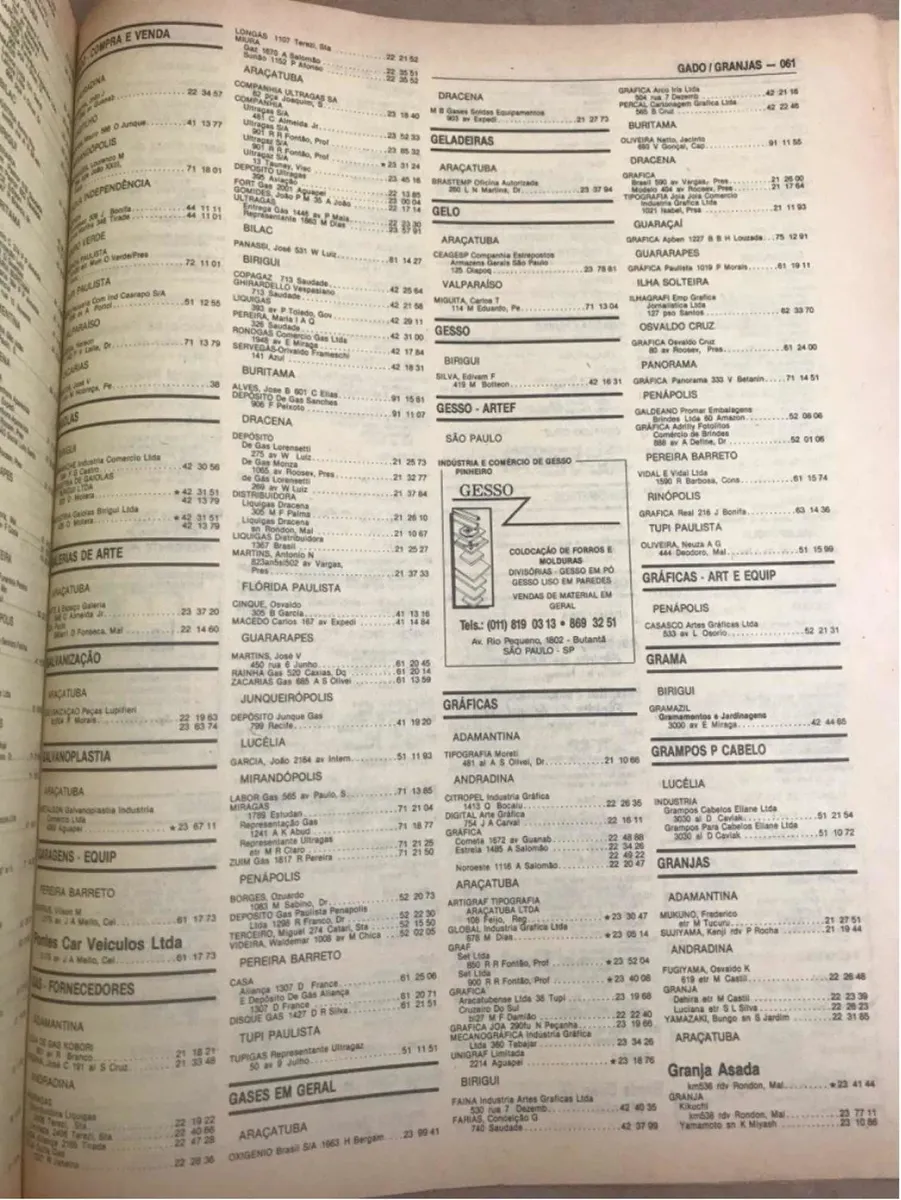
Lista Telefônica Telesp 175, publicada pela LTN.

Todas as características das listas impressas das concessionárias do sistema Telebras tinham como referência as "Práticas Telebrás" e eram regulamentadas por normas, aprovadas através de portarias expedidas pelo Ministério das Comunicações.
As listas eram compostas de três seções principais:
- Lista de assinantes - lista telefônica obrigatória organizada por ordem alfabética de nomes;
- Lista classificada - lista telefônica obrigatória organizada por ordem alfabética de títulos de atividades econômicas;
- Lista de endereços - lista telefônica obrigatória para as localidades com mais de 500 mil habitantes, organizada por ordem alfabética de logradouros, sendo editadas separadamente a partir de 1983.

Entre as diversas especificações técnicas exigidas, deveriam constar na capa e no dorso o título da lista (área de abrangência), o tipo de lista (assinantes, classificada ou endereços), o ano de vigência da publicação, os logotipos da concessionária e da editora, a marca registrada das listas oficiais (utilizada a partir da edição 82) e o código numérico nacional da Telebras (utilizado a partir da edição 78).
No verso da capa eram publicados os códigos especiais de serviço da concessionária telefônica, além dos códigos especiais de serviços públicos e de emergência, relacionados por localidade abrangida pela lista. Já na lista de assinantes, cada localidade abrangida por ela deveria ser precedida de uma "abertura de localidades", com dados sobre os telefones de emergência e de serviços públicos essenciais.
O ano de referência da edição e/ou vigência era estabelecido conforme os seguintes critérios: para as listas editadas no primeiro quadrimestre do ano em curso a capa continha unicamente o ano de edição; para as listas publicadas no segundo quadrimestre a capa continha os anos de vigência da lista, ou seja, o ano em curso e o ano posterior; e para as listas publicadas no terceiro quadrimestre a capa continha apenas o ano de vigência posterior.
Como as listas telefônicas oficiais de todo o país foram padronizadas, cada uma com área de abrangência (definida pelas concessionárias) e código numérico específico, em junho de 1981 foi lançada a Lisbrás, um dicionário para as listas telefônicas, disponibilizada nos postos de serviços para possibilitar aos usuários encontrar em qual lista telefônica se encontrava a relação de assinantes da localidade desejada.

#### Editoras

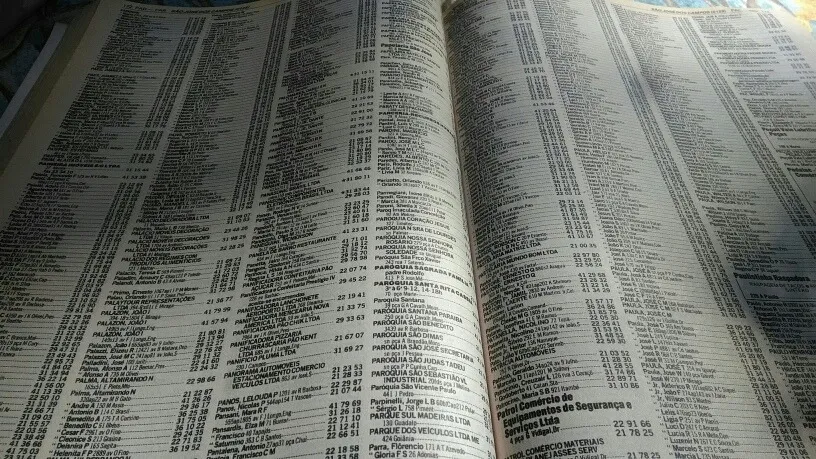
Lista Telefônica Telesp 138, publicada pela Listel.

As editoras oficiais do sistema Telebras eram as seguintes:
- Editel Listas Telefônicas (antiga ECTB - Editora de Catálogos Telefônicos do Brasil): editora oficial da Telest, Telepar, Sercomtel, Telebahia, Telergipe e Telasa (16 listas telefônicas)[74]
- Listel Listas Telefônicas (Grupo Abril): editora oficial de 20 concessionárias e de um lote de listas da Telesp (87 listas telefônicas)[75][76]
- TeleListas Editora: editora oficial de um lote de listas da Telerj (5 listas telefônicas)[77]
- Guiatel - Editores de Guias Telefônicos: editora oficial da Telemig (41 listas telefônicas)[78]
- EPIL - Editora Pesquisa e Indústria (antiga LTN - Editora Lista Telefônica Nacional): editora oficial da Ceterp e de um lote de listas da Telesp (13 listas telefônicas)[79]
- OESP Gráfica (Grupo Estado): editora oficial de um lote de listas da Telesp e de um lote de listas da Telerj (21 listas telefônicas)[80]
- SABE - Sociedade Administradora Brasileira de Empreendimentos (Grupo Algar): editora oficial da CTBC-Telecom (6 listas telefônicas)[81]

#### Listas oficiais
Relação das listas telefônicas oficiais (assinantes / classificada, exceto endereços) do sistema Telebras:
| Código / Título                                                        | Editora    | Operadora    |
| ---------------------------------------------------------------------- | ---------- | ------------ |
| 100 - São Paulo - Assinantes Empresariais                              | OESP       | Telesp       |
| 102 - São Paulo - Assinantes Residenciais                              | OESP       | Telesp       |
| 104 - São Paulo - Classificada Consumidor                              | OESP       | Telesp       |
| 105 - São Paulo - Classificada Empresa                                 | OESP       | Telesp       |
| 107 - Guarulhos                                                        | OESP       | Telesp       |
| 110 - Grande ABC                                                       | Listel     | CTBC         |
| 122 - Mogi das Cruzes e Região                                         | Listel     | CTBC         |
| 115 - Osasco                                                           | EPIL       | Telesp       |
| 124 - Barueri, São Roque e Região                                      | EPIL       | Telesp       |
| 125 - Cotia, Itapecerica da Serra e Região                             | EPIL       | Telesp       |
| 132 - Baixada Santista                                                 | Listel     | Telesp       |
| 133 - Litoral Sul e Vale do Ribeira                                    | Listel     | Telesp       |
| 136 - Litoral Norte                                                    | Listel     | Telesp       |
| 137 - Alto Vale do Paraíba                                             | Listel     | Telesp       |
| 138 - Vale do Paraíba e Região Serrana                                 | Listel     | Telesp       |
| 140 - Campinas e Região                                                | Listel     | Telesp       |
| 145 - Rio Claro e Região                                               | Listel     | Telesp       |
| 150 - Piracicaba e Região                                              | Listel     | Telesp       |
| 155 - Jundiaí e Região                                                 | Listel     | Telesp       |
| 160 - Bauru e Região                                                   | Listel     | Telesp       |
| 165 - Marília e Região                                                 | Listel     | Telesp       |
| 170 - Sorocaba e Região                                                | EPIL       | Telesp       |
| 173 - Região Sul Paulista                                              | EPIL       | Telesp       |
| 175 - Araçatuba e Região                                               | EPIL       | Telesp       |
| 176 - Presidente Prudente e Região                                     | EPIL       | Telesp       |
| 180 - São José do Rio Preto e Região                                   | EPIL       | Telesp       |
| 181 - Noroeste Paulista                                                | EPIL       | Telesp       |
| 182 - Barretos, Bebedouro, Catanduva e Região                          | EPIL       | Telesp       |
| 185 - Araraquara e Região                                              | EPIL       | Telesp       |
| 190 - Ribeirão Preto                                                   | EPIL       | Ceterp       |
| 195 - Mogiana e Alta Mogiana                                           | SABE       | CTBC Telecom |
| 201 - RioListas - Assinantes                                           | TeleListas | Telerj       |
| 205 - RioListas - Amarelas                                             | TeleListas | Telerj       |
| 210 - Baixada Fluminense                                               | OESP       | Telerj       |
| 220 - Região Leste Fluminense                                          | OESP       | Telerj       |
| 230 - Região Serrana Fluminense                                        | OESP       | Telerj       |
| 240 - Região Norte Fluminense                                          | OESP       | Telerj       |
| 250 - Região Sul Fluminense                                            | OESP       | Telerj       |
| 270 - Espírito Santo                                                   | Editel     | Telest       |
| 300 - Belo Horizonte e Contagem                                        | Guiatel    | Telemig      |
| 301 - Região de Expansão Industrial Metropolitana                      | Guiatel    | Telemig      |
| 302 - Estrada dos Inconfidentes                                        | Guiatel    | Telemig      |
| 303 - Médio Paraopeba                                                  | Guiatel    | Telemig      |
| 304 - Nova Lima, Raposos e Rio Acima                                   | Guiatel    | Telemig      |
| 310 - Região Centro                                                    | Guiatel    | Telemig      |
| 312 - Centro-Leste de Minas                                            | Guiatel    | Telemig      |
| 315 - Zona da Mata Norte                                               | Guiatel    | Telemig      |
| 318 - Vale do Aço                                                      | Guiatel    | Telemig      |
| 320 - Zona da Mata Sul                                                 | Guiatel    | Telemig      |
| 322 - Campos da Mantiqueira                                            | Guiatel    | Telemig      |
| 323 - Microrregião de Ubá                                              | Guiatel    | Telemig      |
| 325 - Microrregião de Muriaé                                           | Guiatel    | Telemig      |
| 326 - Zona da Mata Leste                                               | Guiatel    | Telemig      |
| 327 - Araguarí e Microrregião do Alto Paranaíba                        | Guiatel    | Telemig      |
| 332 - Vale do Rio Doce                                                 | Guiatel    | Telemig      |
| 333 - Sete Lagoas e Microrregião do Alto Rio das Velhas                | Guiatel    | Telemig      |
| 334 - Centro Nordeste de Minas                                         | Guiatel    | Telemig      |
| 335 - Vale do Mucuri                                                   | Guiatel    | Telemig      |
| 337 - Vale do Jequitinhonha                                            | Guiatel    | Telemig      |
| 339 - Vertente Ocidental do Caparaó                                    | Guiatel    | Telemig      |
| 342 - Planalto de Araxá                                                | Guiatel    | Telemig      |
| 343 - Serrana do Alto Paranaíba                                        | Guiatel    | Telemig      |
| 350 - Sudoeste de Minas                                                | Guiatel    | Telemig      |
| 351 - Sul de Minas Planalto de Poços de Caldas                         | Guiatel    | Telemig      |
| 352 - Sul de Minas Vale do Sapucaí                                     | Guiatel    | Telemig      |
| 353 - Sul de Minas Circuito das Águas                                  | Guiatel    | Telemig      |
| 354 - Sul de Minas Circuito dos Lagos                                  | Guiatel    | Telemig      |
| 355 - Sul de Minas Vale do Rio Grande                                  | Guiatel    | Telemig      |
| 370 - Centro-Oeste de Minas Vale do Pará                               | Guiatel    | Telemig      |
| 371 - Centro-Oeste de Minas Cabeceira do São Francisco                 | Guiatel    | Telemig      |
| 372 - Centro-Oeste de Minas Alto São Francisco                         | Guiatel    | Telemig      |
| 380 - Microrregião de Montes Claros e Mineradora do Alto Jequitinhonha | Guiatel    | Telemig      |
| 381 - Microrregião da Serra Geral de Minas e do Alto Rio Pardo         | Guiatel    | Telemig      |
| 382 - Microrregião Sanfranciscana de Januária                          | Guiatel    | Telemig      |
| 383 - Microrregião do Médio Rio das Velhas e Três Marias               | Guiatel    | Telemig      |
| 384 - Microrregião do Alto Médio São Francisco                         | Guiatel    | Telemig      |
| 385 - Microrregião Mineradora de Diamantina                            | Guiatel    | Telemig      |
| 390 - Pontal do Triângulo Mineiro                                      | SABE       | CTBC Telecom |
| 391 - Uberaba                                                          | SABE       | CTBC Telecom |
| 392 - Uberlândia                                                       | SABE       | CTBC Telecom |
| 393 - Vale do Rio Grande                                               | SABE       | CTBC Telecom |
| 394 - Alto Paranaíba                                                   | SABE       | CTBC Telecom |
| 400 - Curitiba e Região Metropolitana                                  | Editel     | Telepar      |
| 416 - Paraná Litoral                                                   | Editel     | Telepar      |
| 422 - Paraná Sul                                                       | Editel     | Telepar      |
| 432 - Paraná Norte                                                     | Editel     | Telepar      |
| 442 - Paraná Noroeste                                                  | Editel     | Telepar      |
| 452 - Paraná Sudoeste                                                  | Editel     | Telepar      |
| 470 - Vale do Itajaí e Norte Catarinense                               | Listel     | Telesc       |
| 482 - Grande Florianópolis e Sul Catarinense                           | Listel     | Telesc       |
| 490 - Oeste Catarinense                                                | Listel     | Telesc       |
| 500 - Porto Alegre                                                     | Listel     | CRT          |
| 510 - Região Metropolitana de Porto Alegre                             | Listel     | CRT          |
| 511 - Vale dos Sinos                                                   | Listel     | CRT          |
| 525 - Litoral Norte do RS                                              | Listel     | CRT          |
| 530 - Região Centro do RS                                              | Listel     | CRT          |
| 535 - Região Sul do RS                                                 | Listel     | CRT          |
| 538 - Região da Fronteira Oeste do RS                                  | Listel     | CRT          |
| 540 - Região Norte do RS                                               | Listel     | CRT          |
| 550 - Região Oeste do RS                                               | Listel     | CRT          |
| 555 - Região Nordeste do RS                                            | Listel     | CRT          |
| 560 - Pelotas, Capão do Leão e Morro Redondo                           | Listel     | CTMR         |
| 610 - Distrito Federal                                                 | Listel     | Telebrasília |
| 615 - Região Geoeconômica de Brasília                                  | Listel     | Telebrasília |
| 621 - Goiânia e Região Metropolitana                                   | Listel     | Telegoiás    |
| 623 - Anápolis e Região, Vale do São Patrício e Norte Goiano           | Listel     | Telegoiás    |
| 624 - Centro-Oeste Goiano                                              | Listel     | Telegoiás    |
| 626 - Sul e Sudoeste Goiano                                            | Listel     | Telegoiás    |
| 627 - Tocantins                                                        | Listel     | Telegoiás    |
| 650 - Mato Grosso                                                      | Listel     | Telemat      |
| 670 - Mato Grosso do Sul                                               | Listel     | Telems       |
| 680 - Acre                                                             | Listel     | Teleacre     |
| 690 - Rondônia                                                         | Listel     | Teleron      |
| 710 - Salvador e Região Metropolitana                                  | Editel     | Telebahia    |
| 730 - Sul e Sudoeste da Bahia                                          | Editel     | Telebahia    |
| 750 - Feira de Santana e Recôncavo Baiano                              | Editel     | Telebahia    |
| 790 - Sergipe                                                          | Editel     | Telergipe    |
| 800 - Região Metropolitana do Recife                                   | Listel     | Telpe        |
| 811 - Sertão de Pernambuco                                             | Listel     | Telpe        |
| 812 - Litoral, Zona da Mata e Agreste                                  | Listel     | Telpe        |
| 820 - Alagoas                                                          | Editel     | Telasa       |
| 830 - Paraíba                                                          | Listel     | Telpa        |
| 840 - Rio Grande do Norte                                              | Listel     | Telern       |
| 850 - Fortaleza e Região Metropolitana                                 | Listel     | Teleceará    |
| 855 - Centro do Ceará                                                  | Listel     | Teleceará    |
| 857 - Sul do Ceará                                                     | Listel     | Teleceará    |
| 860 - Piauí                                                            | Listel     | Telepisa     |
| 900 - Belém e Litoral                                                  | Listel     | Telepará     |
| 915 - Leste, Norte e Sul do Pará                                       | Listel     | Telepará     |
| 917 - Oeste do Pará                                                    | Listel     | Telepará     |
| 920 - Amazonas                                                         | Listel     | Telamazon    |
| 950 - Roraima                                                          | Listel     | Telaima      |
| 960 - Amapá                                                            | Listel     | Teleamapá    |
| 980 - Maranhão                                                         | Listel     | Telma        |

## Listas eletrônicas

### Videotexto

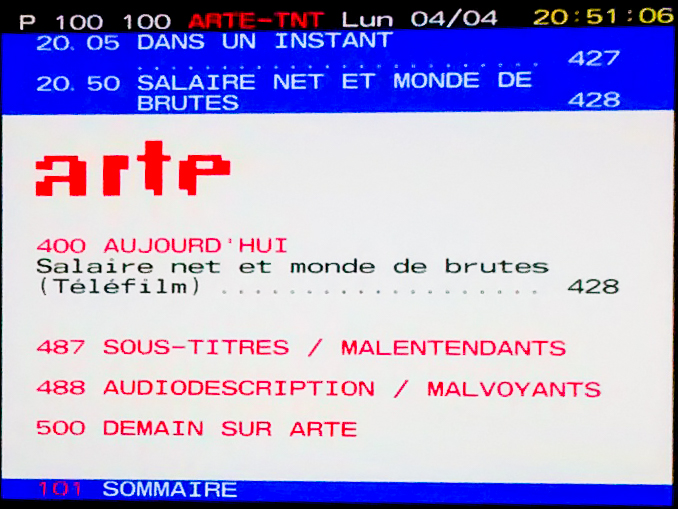
Exemplo de videotexto.

O Videotexto foi um serviço inaugurado em São Paulo em dezembro de 1982 pela Telecomunicações de São Paulo (TELESP) e depois disponibilizado para o resto do país, onde o usuário podia fazer diversos tipos de consultas por meio eletrônico. Nesse serviço estava disponível a primeira versão eletrônica de lista telefônica do Brasil, mas apesar do avanço tecnológico o uso do Videotexto foi bem restrito.

### Aplicativos
Softwares e aplicativos de listas telefônicas são disponibilizados para instalação e utilização nas mais variadas e diversas plataformas como computadores, tablets ou celulares, necessitando-se ou não de Internet para realizar uma procura. As buscas são feitas através de uma pesquisa que faz a filtragem em um banco de dados contendo informações e principalmente o número de telefone procurado.
Inicialmente era utilizado CD-ROM para instalação das listas telefônicas nos computadores, mas atualmente são usados aplicativos para Android, IOS e WindowsPhone, os quais possuem cadastros telefônicos da maior parte do país.

### Versão on-line
As versões on-line das tradicionais listas impressas são produzidas por editoras especializadas em todo o mundo. As funcionalidades das listas on-line são semelhantes às tradicionais, incluem listagens alfabéticas de empresas que podem ser pesquisas por nome da empresa, tipo de atividade, produto ou serviço.
Diferentemente das listas impressas limitadas por espaço físico, as versões on-line permitem através de um único meio (Internet) obter informações sobre centenas de milhares de empresas ao redor do mundo, bem como obter informações adicionais sobre o perfil das empresas e seus produtos e serviços.
Uma das vantagens das versões on-line é que elas são atualizadas diariamente, permitindo maior precisão das listagens já que informações podem ser alteradas a qualquer momento.

## Galeria

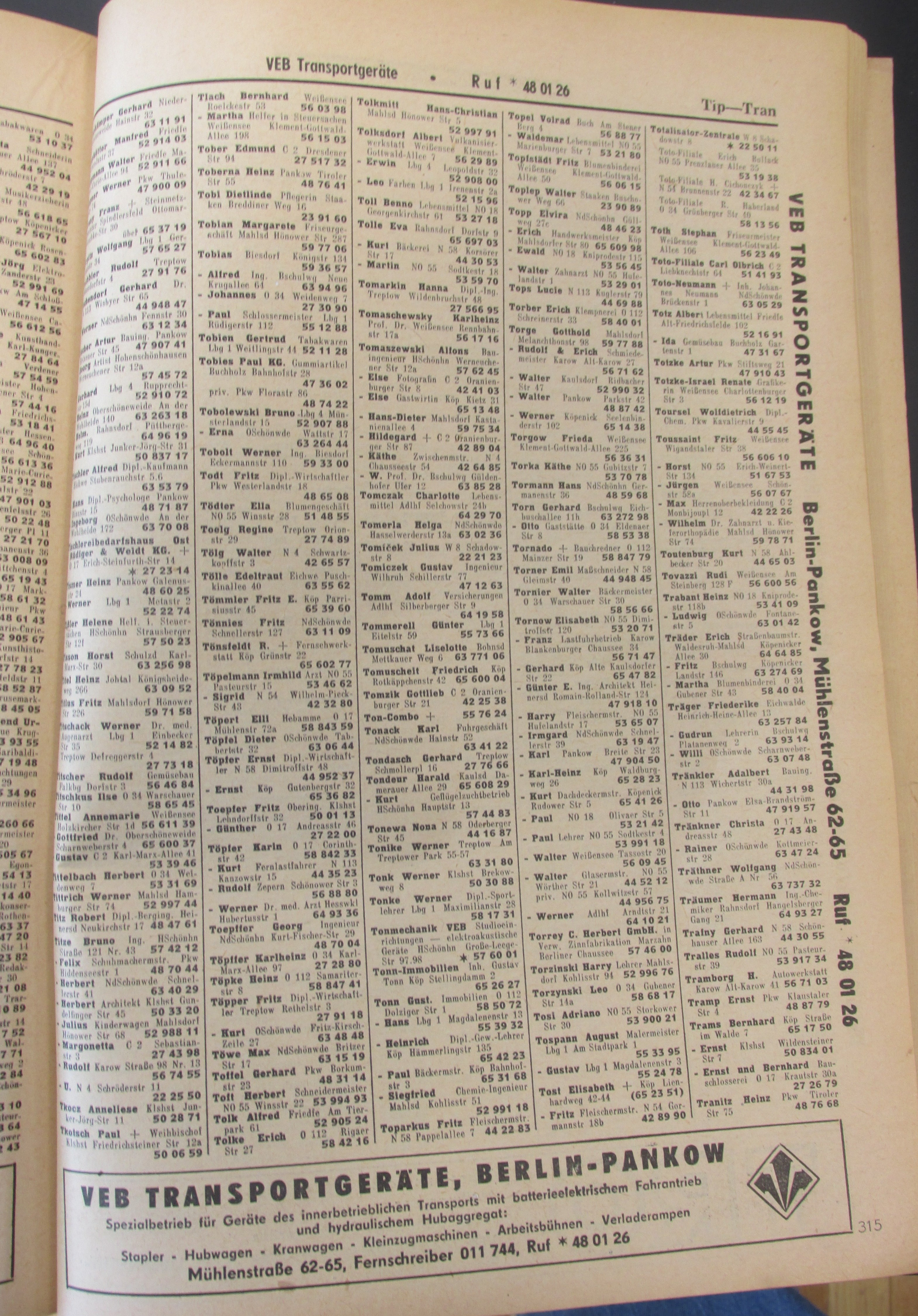
Lista de assinantes
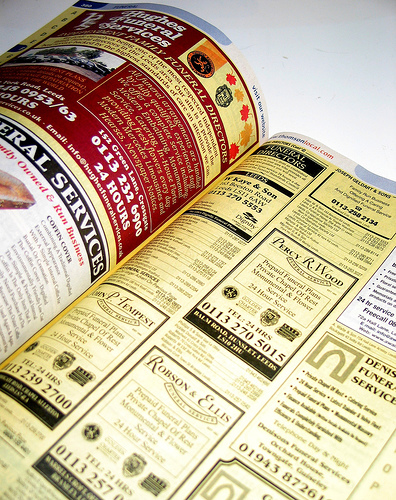
Lista classificada
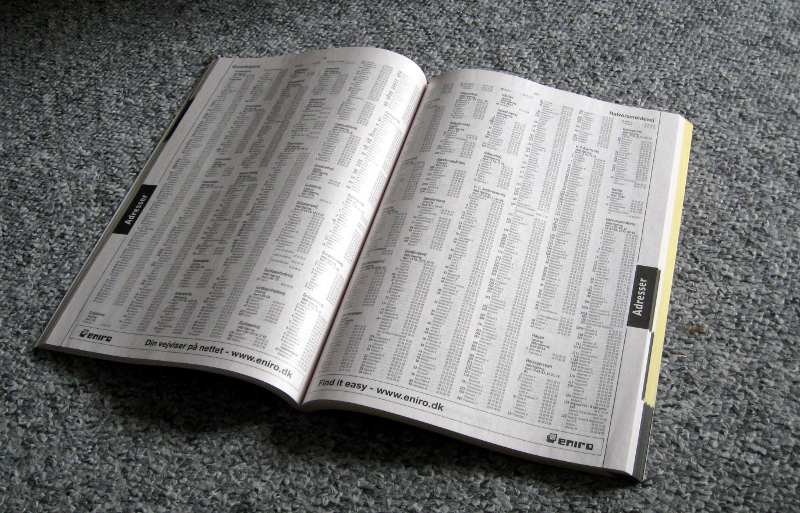
Lista de endereços